# Mermoz (film)
Mermoz è un film del 1943 diretto da Louis Cuny. 
La pelliccola racconta la vita dell'aviatore Jean Mermoz.

## Produzione

### Riprese
Le riprese del film iniziarono nel 1942, ma furono interrotte il 3 marzo 1943 dopo l'arresto del protagonista Robert Hugues-Lambert, fermato dalla polizia in un raid in un locale gay. Per filmare le ultime scene Cuny decise di usare Henry Vidal come controfigura: l'attore assomigliava a Hugues-Lambert e veniva ripreso solo di schiena. Tuttavia la voce di Vidal era talmente diversa da quella di Hugues-Lambert da compromettere il realismo del film. Grazie all'aiuto di un secondino complice, la troupe cinematografica si recò nei pressi del campo di internamento e deportazione di Royallieu-Compiègne, dove l'ex protagonista era detenuto. Passando un microfono sopra il filo spinato riuscirono a far registrare le ultime battute dall'attore, che nel settembre dello stesso tempo fu deportato a Buchenwald e poi a Flossenbürg, dove morì di stenti nel 1945.

## Distribuzione
L'11 ottobre 1943 il film ebbe la sua prima in forma privata a Vichy, di fronte a Philippe Pétain e alla madre di Mermoz. Tre giorni dopo il film ebbe la sua prima ufficiale all'Opéra Garnier di Parigi davanti a diversi ministri del governo collaborazionista. Il nome di Hughues-Lambert, che al momento era detenuto nel campo di concentramento di Buchenwald, non era mai menzionato nei titoli di testa o di coda.